# Phyllophaga alvareztoroi
Phyllophaga alvareztoroi är en skalbaggsart som beskrevs av Moron och Blas 2005. Phyllophaga alvareztoroi ingår i släktet Phyllophaga och familjen Melolonthidae. Inga underarter finns listade i Catalogue of Life.